# Hakea salicifolia
Hakea salicifolia är en tvåhjärtbladig växtart. Hakea salicifolia ingår i släktet Hakea och familjen Proteaceae.

## Underarter
Arten delas in i följande underarter:
- H. s. angustifolia
- H. s. salicifolia